# طارق الکعبی
طارق الکعبی (عربی: طارق الكعبي؛ زادهٔ ۱ اوت ۱۹۹۲) یک ورزشکار اهل عربستان سعودی است.
از باشگاه‌هایی که در آن بازی کرده‌است می‌توان به باشگاه فوتبال الرائد عربستان سعودی و باشگاه فوتبال الحزم عربستان سعودی اشاره کرد.